# Сигурност на последњем месту
Сигурност на последњем месту (енгл. Safety Last!) је амерички неми љубавно-хумористички филм из 1923. године, са Харолдом Лојдом у главној улози. Укључује једну од најпознатијих сцена из ере немог филма: Лојда који се држи казаљке великог сата док виси са спољашње стране небодера изнад улице. Филм је био веома успешан и критички хваљен, и учврстио је Лојдов статус као главне личности у раним филмовима. Још увек је популаран у поновним приказивањима, а данас се сматра једном од најбољих филмских комедија.
Наслов филма је игра речи на уобичајени израз „сигурност на првом месту”, који даје предност безбедности као средству за избегавање несрећа, посебно на радним местима. Лојд је сам извео неке од вратоломија приликом пењања, упркос томе што је четири године раније изгубио палац и кажипрст у филмској несрећи.
Године 1994. Конгресна библиотека је одабрала филм за чување у Националном регистру филмова Сједињених Држава због његовог „културолошког, историјског или естетског значаја”. Ово је једно од многих остварења из 1923. које су посебно ушле у јавно власништво у Сједињеним Државама 2019. године, што је био први пут после 20 година да су неки филмови то учинили.

## Радња
Филм почиње 1922. године, а Харолд Лојд (лик има исто име као и глумац) је иза решетака. Његова мајка и његова девојка Милдред га теше док се појављују натмурени званичник и свештеник. Њих тројица иду према нечему што личи на омчу. Тада се испоставља да су на железничкој станици и „омча” је заправо обруч за преузимање поред пруге који железнички радници користе да приме наређења без заустављања, а решетке су само баријера за карте. Он обећава да ће послати по своју девојку како би се венчали када „доживи успех” у великом граду и одлази возом.
Запошљава се као продавац у робној кући, где мора да изводи разне вратоломије да би се извукао из невоље са избирљивим и арогантним шефом, господином Стабсом. Он дели изнајмљену собу са својим другом „Млитавим” Билом, грађевинским радником.
Када Харолд заврши смену, угледа старог пријатеља из свог родног града који је сада полицајац. Након што оде, Бил се појављује. Хвалећи се Билу својим наводним утицајем на полицијску управу, он убеђује Била да обори полицајца преко њега док буде користио телефонску говорницу. Када Бил то уради, обара погрешног полицајца. Да би побегао, пење се уз фасаду зграде. Полицајац покушава да га прати, али не може да се попне преко првог спрата; фрустриран, он виче на Била: „Робијаћеш ти за ово! Када те поново угледам, ухапсићу те!”
У међувремену, Харолд је скривао недостатак свог успеха шаљући својој девојци скупе поклоне које себи не може приуштити. Она због овога мисли да је он довољно успешан да издржава породицу и, уз охрабрење његове мајке, иде возом да му се придружи. У својој срамоти, он мора да се претвара да је генерални директор, чак и успевајући да се лажно представља како би се осветио Стабсу. Док иде да узме њену торбицу (коју је Милдред оставила у директоровој канцеларији), он чује како прави генерални директор каже да би дао 1.000 долара свакоме ко би могао да привуче људе у продавницу. Сећа се Биловог талента и износи идеју да се један човек уз фасаду попне на врх „12-спратне зграде Болтон”, коју робна кућа заузима. Он наговара Била да пристане да то уради тако што му понуди 500 долара. Атракција се показује веома популарном и велика гомила људи се окупља следећег дана.
Када један пијанац покаже полицајцу од раније новински чланак о том догађају, полицајац сумња да ће Бил бити пењач. Он чека на почетном месту пењања упркос Харолдовим махнитим напорима да га натера да оде. Коначно, у немогућности да чека још више, Бил предлаже Харолду да се сам попне до првог спрата, а затим замени шешир и капут са Билом, који ће одатле наставити даље. Након што Харолд почне да се пење, полицајац примећује Била и јури га у зграду. Сваки пут када Харолд покуша да замени место са Билом, појави се полицајац и натера Била да побегне. Сваки пут, Бил каже свом пријатељу да ће га срести на следећем спрату. На крају, Харолд стиже до врха, упркос невољама са сатом и неким гладним голубовима, где љуби своју девојку.

## Улоге
| Глумац         | Улога          |
| -------------- | -------------- |
| Харолд Лојд    | младић         |
| Милдред Дејвис | девојка        |
| Бил Стротер    | „Млитави” Бил  |
| Ноа Јанг       | полицајац      |
| Весткот Кларк  | господин Стабс |
| Ерл Мохан      | пијанац        |
| Мики Данијелс  | дечак          |
| Ана Таунсенд   | бака           |

## Продукција
Сцена у којој Лојд виси са џиновског сата на углу зграде сматрана је култном, иако је она постигнута кроз одређени степен импровизације. Лојд је изводио већину својих вратоломија, али је један циркусант коришћен у сцени када младић виси о конопцу, као и каскадер – понекад Бил Стротер, који је играо „Млитавог” Била, а био је и грађевинар који је инспирисао секвенцу када га је Лојд видео како се пење – коришћен у дугим снимцима. Сцена са великим сатом снимљена је на крову компаније Western Costume Company. Неколико различитих зграда од 1. до 9. улице у центру Лос Анђелеса су коришћене, све различите висине, са гарнитурама изграђеним на њиховим крововима како би одговарале фасади главне зграде, зграде Међународне банке у улицама Темпл и Спринг. На овај начин створена је илузија Лојда како се пење све више и више уз фасаду једне зграде (иако се снимци улице који се виде иза сетова приметно разликују у различитим фазама успона).
Каскадер Харви Пари се такође појавио у сцени врхунца, а ову чињеницу је открио тек након Лојдове смрти. Опширно је расправљао о томе како су вратоломије постигнуте у документарној серији Холивуд из 1980. године.

## Пријем и наслеђе
The New York Times је дао филму веома позитивну рецензију. Рецензија у часопису Photoplay предвидела је будућност филма: „Ова нова фарса Харолда Лојда постаће класик своје врсте, или ми грешимо. Јер овај филм је најбољи напор овог комичара са наочарима до сада.” Рецензент је закључио: „Ово је лако једна од највећих комедија године. Дугачка је седам колутова — али убрзава брзином зачепљивања са два намотаја”.
Конгресна библиотека је додала филм у Национални регистар филмова 1994. године. Амерички филмски институт је номиновао филм за своје листе 100 година АФИ-ја... 100 филмова за 1998. и 2007. годину. Такође је номинован за листу 100 година АФИ-ја... 100 комедија. Заузео је 97. место на листи 100 година АФИ-ја... 100 трилера.

## У популарној култури
Сцена човека који виси са бројчаника сата толико је неизбрисиво повезана са овим филмом да су му многа друга остварења одала омаж. Примери (експлицитно или имплицитно признати) укључују:
- Године 1962, сцена „човека који виси са небодера” укључена је у Свет комедије Харолда Лојда,[20] компилацијски филм који је продуцирао сам Харолд Лојд. Филм је премијерно приказан на Филмском фестивалу у Кану и подстакао је обнову интересовања за овог комичара, упознајући га са новом генерацијом.
- Епизода серије Татина војска из 1972. „Time on My Hands” приказује људе који несигурно висе са казаљки куле са сатом.
- Филмска верзија приче Џона Бакена 39 степеника из 1978. приказује Ричарда Хенеја (Роберт Пауел) како виси са казаљке за минуте на сату Биг Бена.
- Филм Повратак у будућност из 1985. одао је почаст сцени у којој Харолд Лојд виси са небодера тако што је један од главних глумаца, Кристофер Лојд (није у српдству са Харолдом), висио са торња са сатом као део заплета.[21] Поред тога, мета-референца се појављује у почетној сцени Повратка у будућност, у облику стоног сата који приказује сцену из Сигурности на последњем месту.
- Хумористички филм Оскар из 1991. године одао је директан омаж сцени, реконструишући је на свом постеру, где главни лик (којег игра Силвестер Сталоне) виси са сата.
- Божићна епизода серије Футурама из 1999. године, „Xmas_Story”, приказује Филипа Џеј Фраја како виси са огромног дигиталног сата, на врху високог небодера.
- У филму Иго Мартина Скорсезеа из 2011. приказан је део сцене са Лојдом који виси са сата када се главни ликови ушуњају у биоскоп. Касније, насловни лик на сличан начин виси са казаљки великог сата на торњу са сатом како би побегао од прогонитеља.
- Honda је одала почаст филму у реклами за своје луксузно возило Acura TLX под брендом Acura у Сједињеним Државама.[22]

## Кућни медији
Филм је објављен у више верзија на кућним медијима, и на VHS-у и на DVD-у. The Criterion Collection га је објавио на DVD и Blu-ray форматима 18. јуна 2013. године.